# Mouvement M62
Le mouvement M62 ou M62, officiellement M62 : Union sacrée pour la sauvegarde de la souveraineté et de la dignité du peuple, est un mouvement politique du Niger, présidé par Abdoulaye Seydou. Ses doctrines mêlent anti-impérialisme, antioccidentalisme, francophobie, russophilie, ukrainophobie,  populisme et nationalisme africain.

## Histoire
Le mouvement M62 est créé le 4 juillet 2022 dans le but d'exprimer son opposition à la présence française dans l'opération Barkhane, que le groupe considère comme une « présence militaire française au Niger », et le perçoit donc comme une forme d'invasion. Au cours de ces manifestations, les participants ont utilisé les drapeaux nigériens et russes comme symboles. En date du 19 septembre 2022, les manifestations persistent et certains slogans ont émergé, tels que « La France est un État nazi », « L'armée coloniale (Barkhane) doit partir » et « Retirez l'armée coloniale française ». Au cours de ces manifestations, de nombreux participants ont également porté des t-shirts avec le symbole Z utilisé pendant l'invasion russe de l'Ukraine.
Le 14 avril 2023, le tribunal de grande instance hors classe de Niamey condamne Abdoulaye Seydou à neuf mois de prison ferme et un million de francs CFA d'amende pour « production et diffusion de données de nature à troubler l’ordre public ». Ces accusations sont en lien avec les dénonciations faites par le M62 des violations des droits humains imputables aux forces de défense et de sécurité du Niger sur les populations civiles lors de leurs opérations militaires à Tamou, le 24 octobre 2022. Ce jour-là, en réponse à une attaque terroriste ayant causé la mort de deux policiers, les autorités nigériennes ont lancé un raid aérien visant des hangars où se seraient réfugiés les terroristes, faisant plusieurs victimes et des dizaines de blessés. Les avocats d'Abdoulaye Seydou comptent interjeter appel de cette condamnation. À cette date, Abdoulaye Seydou était arbitrairement détenu à la prison de haute sécurité de Kollo, où sont détenus des présumés terroristes,.
Pendant le coup d'État nigérien de 2023, le groupe a marché en soutien au coup d'État. À la demande d'Abdourahamane Tchiani, des milliers de Nigériens pro-coup se sont rassemblés à la place de la Concertation à Niamey, devant l'Assemblée nationale, et ont marché jusqu'à l'ambassade de France en brandissant des drapeaux nigériens et russes, avec des slogans tels que « À bas la France, dehors Barkhane, nous nous moquons de la CEDEAO, de l'Union européenne et de l'Union africaine ! », « Arrêtez les anciens dignitaires pour récupérer les millions volés. » et « À bas la France, vive Poutine ! ». Les manifestants ont également appelé à une intervention immédiate du groupe paramilitaire russe Wagner. Pendant la marche, les entrées des ambassades française et américaine ont été fermées. Les murs et les portes de l'ambassade française ont été incendiés et endommagés pendant que les soldats nigériens et le général Salifou Modi étaient vus sur place appelant les foules à se disperser pacifiquement,.